# Dicranopteris tetraphylla
Dicranopteris tetraphylla là một loài dương xỉ trong họ Gleicheniaceae. Loài này được Rosenst. C.M. Kuo mô tả khoa học đầu tiên năm 1985.